# Pygmaeconus micarius
Pygmaeconus micarius é uma espécie de gastrópode do gênero Pygmaeconus, pertencente a família Conidae. Anteriormente, a espécie era considerada parte do gênero Mitromorpha.